# Biebelried
Biebelried – miejscowość i gmina w Niemczech, w kraju związkowym Bawaria, w rejencji Dolna Frankonia, w regionie Würzburg, w powiecie Kitzingen, wchodzi w skład wspólnoty administracyjnej Kitzingen. Leży około 6 km na zachód od Kitzingen, przy autostradzie A3, A7 i drodze B8.

## Dzielnice
W skład gminy wchodzą trzy dzielnice: Biebelried, Kaltensondheim i Westheim.

## Demografia
| Rok  | Liczba mieszk. |
| ---- | -------------- |
| 1970 | 954            |
| 1987 | 1 040          |
| 2000 | 1 160          |
| 2005 | 1 176          |

## Oświata
(na 1999)

W gminie znajduje się przedszkole z 40 dziećmi.